# Nyandú menut
El nyandú menut, nyandú de Darwin o nyandú de la Patagònia (Rhea pennata) és un gran ocell no volador, el menor de les dues espècies del seu gènere. Habita la zona de l'Altiplà i de la Patagònia, a Sud-amèrica.

## Morfologia
- Fan 90 – 100 cm d'altura, amb un pes de 15 - 25 kg.[3]
- Amb aspecte similar a un estruç més petit i amb ales més llargues proporcionalment.
- Color general marró gris, amb la major part de les plomes del dors i les ales amb la punta blanca.
- Coll llarg cobert de petites plomes grises i cua no distingible.
- Bec ample i aplanat. Ulls bruns. Peus amb tres dits i potes gris groguenc.[4]
- Les races septentrionals tenen una grandària i aspecte semblant, si bé són més brunoses per sobre i amb menys plomes de punta blanca.[5]

## Llistat de subespècies
Tradicionalment se n'han descrit tres subespècies:
- R. pennata garleppi (Chubb, 1913), que habita l'altiplà del Perú sud-oriental, sud-oest de Bolívia i nord-oest de l'Argentina[6]
- R. pennata tarapacensis (Chubb, 1913), que habita l'altiplà de Xile septentrional.[6]
- R. pennata pennata (d'Orbigny, 1834), que habita la Patagònia de Xile i Argentina[7][6][8]

Alguns autors però, han considerat que aquesta espècie són en realitat dues i que els dos tàxons de l'Altiplà deurien ser considerats una espècie diferent del de la planura meridional de la següent manera:
- Nyandú de la Patagònia (Rhea pennata).
- Nyandú de la puna (Rhea tarapacensis).
  - Rhea tarapacensis tarapacensis
  - Rhea tarapacensis garleppi

També s'ha ubicat aquesta espècie al gènere monospecífic Pterocnemia. Estudis genètics recents mostren una gran semblança entre aquesta espècie i el nyandú comú que no justificaria la classificació en dos gèneres diferents.

## Reproducció
Fora de la temporada de cria, el nyandú de la Patagònia és molt sociable, formant grups de 5 a 30 individus d'ambdós sexes i edat variable, però quan coven, els mascles es tornen molt agressius. Les femelles ponen els ous fora del niu, i és el mascle el que introdueix la major part, però alguns queden fora, es podreixen i atrauen les mosques, que més tard, mascle i pollets menjaran. La niuada és de 5 – 55 ous, de color groc verdós.

## Distribució i hàbitat
Habiten zones de praderia, matoll i encara aiguamolls en dues zones diferents d'Amèrica del Sud, l'Altiplà Andí del Perú, Bolivia i el nord de l'Argentina i Xile, i la Patagònia del sud de Xile i l'Argentina.